# Micraglossa tricitra
Micraglossa tricitra là một loài bướm đêm trong họ Crambidae.